# Big Hearted Jim
Big Hearted Jim è un cortometraggio muto del 1911. Non si conosce il nome del regista.

## Trama
Jim, il fabbro del villaggio, è innamorato di Beth che, però, quando in paese arriva uno straniero, si fa affascinare dal nuovo venuto, andandosene poi con lui in città. L'unione si rivela infelice e, qualche anno più tardi, Beth, vedendo Jim in un campo di minatori, lascia nella tenda dell'uomo la figlia, la piccola Virginia. Jim adotta la bambina, amandola come fosse sua.
Passano dodici anni. Jim diventa socio di un nuovo arrivato, Tom, di cui si è innamorata Virginia. I due uomini decidono che la ragazza, bella, brava e intelligente, merita di proseguire gli studi e la mandano di comune accordo all'università. Quando si laurea, Virginia riceve una proposta di matrimonio da un milionario di San Francisco. Lei, però, preferisce tornare dai suoi. L'uomo, innamorato della ragazza, la segue ma Virginia non cambia idea, preferendo alla ricchezza il vero amore.

## Produzione
Il film fu prodotto dalla Kalem Company.

## Distribuzione
Distribuito dalla General Film Company, il film - un cortometraggio western in una bobina - uscì nelle sale il 7 aprile 1911.